# Вінницький авіаційний завод
Державне підприємство «Вінницький авіаційний завод» займається ремонтом і сервісним обслуговуванням легкомоторної авіації загального призначення.

## Історія
ДП «Вінницький авіаційний завод» (колишній завод № 421 ГА) заснований в 1961 році на базі військових авіаремонтних майстерень, що ремонтували планери і виробляли авіамішені.
Після організації ремонтного заводу був розпочатий ремонт легкомоторної авіації — літаків Як-12, а потім Ан-2 і вертольотів сімейства КБ імені Камова — Ка-15, Ка-18 і поршневих двигунів АИ-14, М14В26.
У 1970-ті роки заводом освоєно ремонт вертольотів Ка-26 і його агрегатів, у 1980-ті роки ремонт вертольотів Мі-2, літаків Як-18Т, Як-52 і ВСУ РУ19А-300.
Завод поступово перетворився на найбільше підприємство з ремонту легкомоторної авіатехніки. Щомісяця з ремонту виходило понад 100 одиниць літальних апаратів і до ста одиниць авіадвигунів. На гарантії заводу щорічно перебувало в середньому 3000 одиниці літаків, вертольотів і авіадвигунів. На завод надходили в ремонт літаки і вертольоти практично зі всієї Європейської частини СРСР і 7 іноземних держав. Завод, як провідне ремонтне підприємство, надавав допомогу в освоєнні ремонту окремих типів літальних апаратів і двигунів авіапідприємствам інших держав.
У 1981 році завод випустив з ремонту 10000-й літак Ан-2.
Спільно з АНТК імені Антонова на початку 1990-х років впроваджена технологія обтягування крил і хвостового оперення літака Ан-2 синтетичною поліефірною тканиною замість бавовняної тканини АСТ-100.
В даний час Вінницький авіазавод є єдиним авіаремонтним підприємством в Україні з ремонту літаків Ан-2, Як-18Т, Як-52 і вертольотів Ка-26, він проводить контрольно-відновлювальні роботи літаків з метою використання невиробленим авіатехнікою ресурсів і здешевлення вартості ремонту.
На заводі створена авіакомпанія «ВіАЗ», яка має сертифікат експлуатанта авіаційної адміністрації України і може надавати послуги з авіаційно-хімічних робіт, здачі в оренду літаків Ан-2 і вертольотів Ка-26, надавати послуги з технічного обслуговування авіатехніки. Отриманий сертифікат на право ремонту авіатехніки Російської Федерації.
На початку 2011 року компанія «Мотор Січ» виявила бажання взяти в управління ДП «Вінницький авіаційний завод» і налагодити на ньому випуск авіаційних моторів. В жовтні того ж року на базі Вінницького авіаційного заводу був завершений перший капітальний ремонт перших 2 вертольотів Мі-2, для Замовника — ПАТ Мотор Січ, з заміною відпрацьованих моторів на відремонтовані в Кутаїсі.
У червні 2019 року Фонд державного майна України включив до переліку малої приватизації 9 підприємств “Укроборонпрому”, серед яких і це підприємство..
1 серпня 2023 року Кабінет Міністрів України ухвалив рішення про передачу акцій Вінницького авіаційного заводу до управління ПАТ «Мотор Січ», який історично плідно співпрацює з «Мотор Січ», виконуючи капітальні ремонти та модернізацію двигунів для вертольотів. Також визнано за доцільне передати управління Вінницьким авіазаводом від АРМА до ПАТ «Мотор Січ», щоб передбачено забезпечити безперебійну роботу заводу, покращити управління та дозволить обом підприємствам ефективно працювати на оборону України.

## Ремонт літаків і вертольотів
Виробництво заводу функціонально розділене на два види: ремонт літаків і ремонт авіадвигунів, які є замкнутими і виконують всі види робіт. Двигуни і агрегати проходять повний цикл від розбирання, дефектації та випробувань до відвантаження і здачі замовнику готового виробу.
ДП «Вінницький авіаційний завод» проводив капітальні ремонти літаків Ан-2, Як-18Т, Як-52, вертольотів Ка-26 і Мі-2. Завод мав сертифікат на ремонт і обслуговування цих типів авіатехніки Департаменту повітряного транспорту України.
Технології контрольно-відновлювальних робіт дозволяють проводити ремонтні роботи за станом авіатехніки як в умовах заводу, так і в умовах базових авіапідприємств. Завод укомплектований виїзними бригадами для виконання цих робіт.

## Виноски
1. ↑  «Мотор Сич» примет «Винницкий авиационный завод» под «свое крыло»
2. ↑  Винница пробилась в авиацию. Архів оригіналу за 24 жовтня 2011. Процитовано 23 жовтня 2011.
3. ↑  Фонд держмайна виставив на приватизацію 9 заводів “Укроборонпрому”. novynarnia.com. Новинарня. 2019-06-4. Архів оригіналу за 4 червня 2019. Процитовано 4 червня 2019.
4. ↑  «Мотор Січ» прийняла акції авіаційного заводу у Вінниці. inform.zp.ua. 3 серпня 2023.